# Christoph Wilhelm Lüdeke
Christoph Wilhelm Lüdeke, född 3 mars 1737 i Schöneberg, Altmark, död 21 juni 1805 i Stockholm, var en tysk präst och litteraturhistoriker; far till Johan Anton August Lüdeke. 
Lüdeke var 1758–68 bosatt i Smyrna som därvarande lutherska församlings förste själasörjare, sedermera kyrkoherde vid en församling i Magdeburg. År 1773 blev han andre och 1774 förste pastor vid Tyska församlingen i Stockholm. Om sin församling inlade han flerfaldiga förtjänster. Bland annat utgav han tillsammans med pastor Hachenburg en ny redaktion av Deutsches stockholmisches Gesangbuch (1801).
Lüdeke skapade sig ett namn mindre genom predikningar och andliga tal än genom Beschreibung des turkischen Reichs (tre delar, 1771-89) och i synnerhet genom Allgemeines schwedisches Gelehrsamkeits-Archiv (sju delar, 1781–96), en med sakkunskap och fullständighet utförd framställning av hela den svenska bokvärlden under Gustav III:s tid och en viktig litteraturhistorisk och bibliografisk källa.